# Hovapeza
Hovapeza is een muggengeslacht uit de familie van de langpootmuggen (Tipulidae).

## Soorten
- H. costofuscata Alexander, 1958
- H. tisiphone (Alexander, 1951)